# 武蔵野市立武蔵野陸上競技場

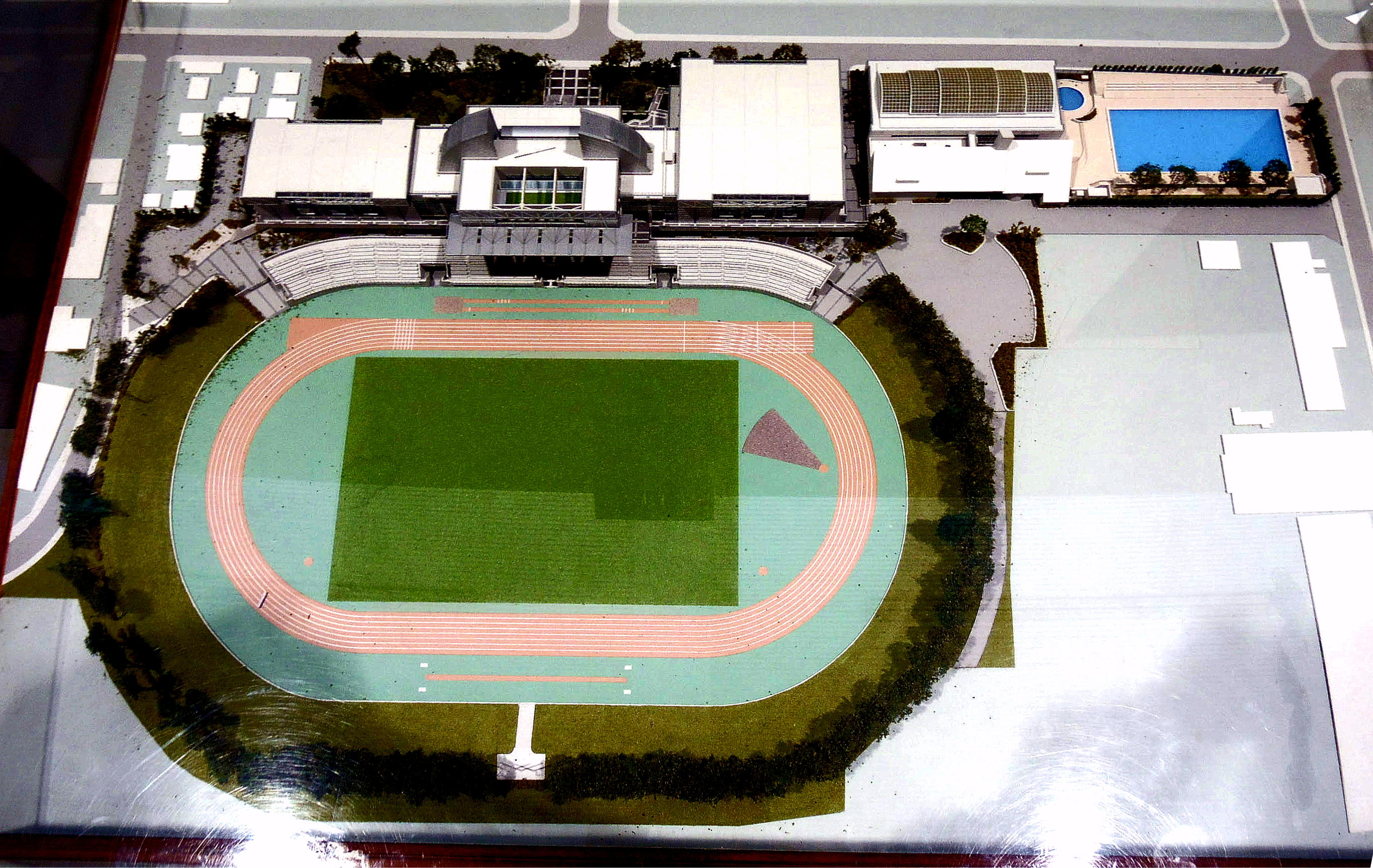
陸上競技場・総合体育館・プール各施設の全体模型（総合体育館内に展示）

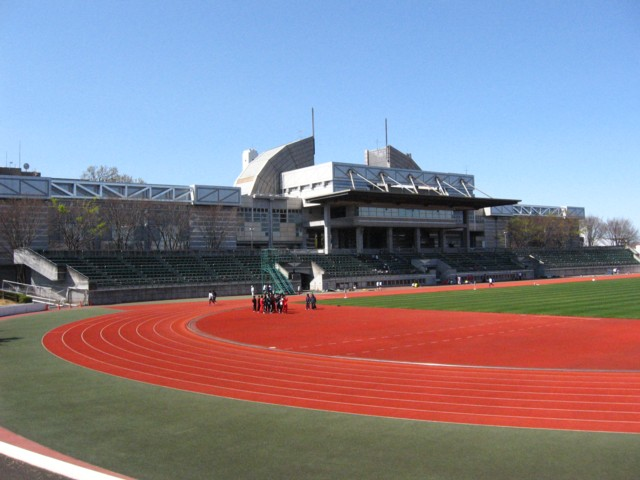
フィールドトラックと総合体育館

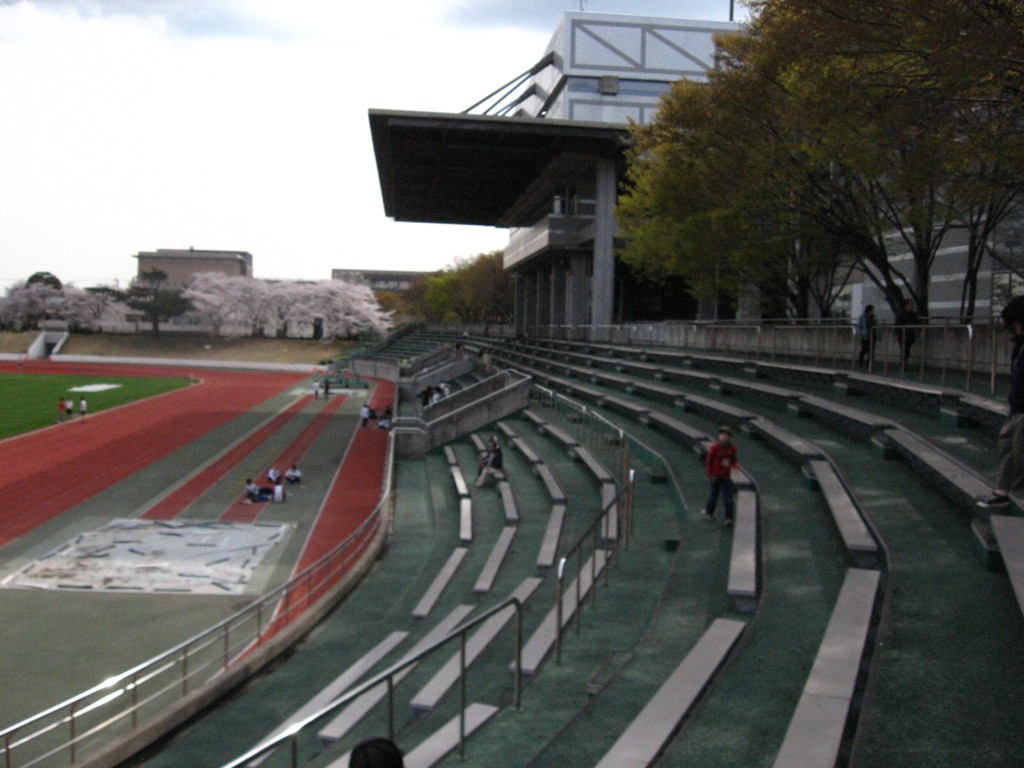
メインスタンド。総合体育館と一体となっている。

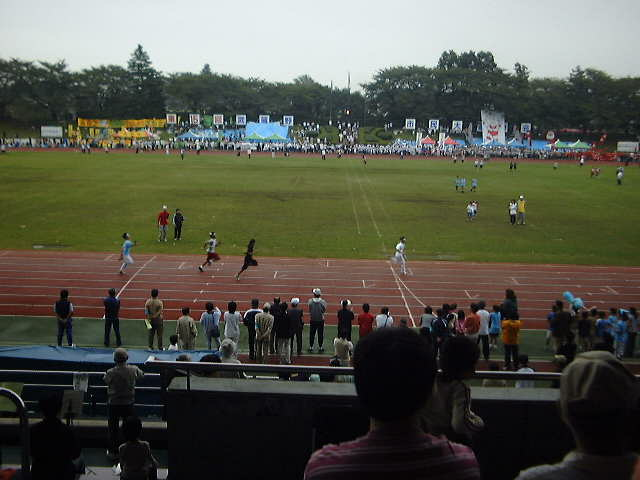
かつて体育の日の恒例行事だった武蔵野市民大運動会（2004年10月11日撮影）

武蔵野市立武蔵野陸上競技場（むさしのしりつ むさしのりくじょうきょうぎじょう）は、東京都武蔵野市にある陸上競技場。球技場としても使用される。施設は武蔵野市が所有し、公益財団法人武蔵野生涯学習振興事業団が指定管理者として運営管理を行っている。

## 概要
当競技場は主に陸上競技などで使用するほか、サッカー・日本フットボールリーグ (JFL) に所属する東京武蔵野ユナイテッドFCのホームスタジアムであり、前身の横河武蔵野FC→東京武蔵野シティFC時代からチームの本拠地として使用している。また、ラグビー・横河武蔵野アトラスターズの公式戦も行われる。
なお、規定によりメガホンやタンバリンなども含む鳴り物での応援は禁止されている。

## 歴史
1937年より建設が始まった中島飛行機武蔵製作所の敷地内に陸上競技場が存在していたが、太平洋戦争における空襲により1945年4月に競技場を含む武蔵製作所は破壊された。
太平洋戦争の終戦後に武蔵製作所の跡地を利用して、東京グリーンパーク球場や市営サッカー場と共に陸上競技場が整備された。
1989年11月、陸上競技場の隣接地に武蔵野総合体育館や温水プールが完成し、同時に陸上競技場も改築され総合体育館と一体の施設となった。
2018年3月、当競技場を本拠とする東京武蔵野シティFCのJ3リーグ昇格を念頭に置いて「プロチームによる『観るスポーツ』と市民が自ら『体験するスポーツ』の推進」を図るため、メインスタンドの座席、シャワールーム、トイレの改修、並びに倉庫を改築した団体用ロッカールームの拡充工事などを施した。
ただし、2019年に申請した2020年のJ3ライセンスの承認に当たってはJ3昇格から3年以内に当スタジアムのライセンス基準を充足するための改修、または同5年以内に別の箇所にそれを充足するスタジアムの新設（同3年以内にその具体的計画を取りまとめることも条件）を求める特例（猶予期間）を適用したものであるが、J3昇格の成績条件の4位はクリアするも、平均観客動員で求められる1試合2000人を充足できなかったためJ3昇格はJリーグとの相談の上クラブ自ら断念した。
なおナイター照明設備の建設は今回は見送られている が、今後J3ライセンスを申請する場合は「昇格当該年度の開幕（すでにJ3に加盟しているクラブは2022年6月）までに1500ルクス以上の照度を保つことが可能な照明設備を常設することと、ロッカールームなどの諸室がJリーグ基準を充足する工事を施していること」（ナイター設備とロッカールームなど諸室は、例外規定の猶予対象外である）が義務付けられている。

## 施設データ
- 日本陸上競技連盟第3種公認[7]
- トラック400m×8レーン、天然芝ピッチ[7]
- ピッチの使用可能期間：4月から7月、9月から1月[7]

フィールドを貸し出し使用している時間に限り、トラックの外周（520m）をジョギングコースとして開放している。なおトラックについては芝生養生期間中であっても利用することは可能。

## 開場時間・休場日
開場時間
- 9:00 - 17:00（5月から8月は19時まで、9月は18時まで）

休場日
- 毎月15日（土・日曜日、祝日にあたる場合は翌平日）
- 12月29日 - 翌年1月3日

## スタンド部分のフロア構成
2階の屋根付きスタンド（メインスタンド）部分は総合体育館と一体化しており、競技場スタンドと体育館2階の間を行き来することができる。また、この部分は体育館4階下（3 - 2階）の吹き抜けとなっており、3階、中3階の窓から陸上競技場全景を眺望することができる。

## 本競技場で行われる試合・大会・イベント

### 陸上競技
- 市内駅伝競走、市民健康マラソン大会（毎年3月、陸上競技場 - 中央公園周回コース）
- 市民体育大会（毎年4月）
- 市民陸上記録会（毎年6月）
- 市民体育祭（毎年10月）

### サッカー
- 東京武蔵野シティFCのホームゲーム
- 武蔵野市少年少女サッカー大会（毎年6月）

### ラグビー
- 横河武蔵野アトラスターズの公式戦
- 武蔵野ラグビーまつり（毎年12月上旬）
- ラグビーワールドカップ2019日本戦パブリックビューイング（2019年9月 - 10月、日本戦開催時のみ）[8]

### 市民スポーツイベント
- 市民体育大会（毎年2月 - 4月）
- 市民体育祭（毎年9月下旬 - 2月）
- 市民スポーツフェスティバル（毎年9月第4日曜日→2009年より毎年10月体育の日）

### 過去に行われた試合・大会
- 横河電機/横河武蔵野FCの公式戦（ - 2015年）
- 第4回国民体育大会（1949年）
- 武蔵野市民大運動会（1990年 - 2007年、体育の日）
- むさしのスポルト2008（2008年10月11日、市民大運動会の後継の体育の日イベント）[9]

## アクセス
- 鉄道
  - JR中央本線・三鷹駅より徒歩20分[1]
- バス
  - JR三鷹駅北口より関東バスで「武蔵野市役所前」で下車、徒歩2分[1][10]
  - JR中央本線および京王井の頭線・吉祥寺駅より関東バスで「武蔵野市役所前」で下車、徒歩2分[10]
  - JR中央本線および西武多摩川線・武蔵境駅より関東バスで「武蔵野営業所」で下車、徒歩10分[10]
  - 西武新宿線・武蔵関駅より関東バスで「武蔵野市役所前」で下車、徒歩2分[10]

## 競技場周辺

### 体育施設
- 武蔵野総合体育館（隣接）
- 武蔵野温水プール（体育館に隣接）
- 武蔵野プール（屋外、7月 - 9月中旬のみ）
- 武蔵野軟式野球場
- 武蔵野庭球場（テニスコート）
- ストリートスポーツ広場（無料開放）
- 武蔵野中央公園スポーツ広場

### 体育施設以外
- 武蔵野市立第四中学校（隣接）
- 武蔵野市役所
- 武蔵野クリーンセンター
- むさしの市民公園
- 武蔵野市北町給食調理場
- 武蔵野市立大野田小学校
- 武蔵野市水道部庁舎
- 武蔵野市立中央図書館
- 武蔵野市民文化会館
- 武蔵野緑町パークタウン
- 緑町コミュニティセンター
- NTT武蔵野研究開発センタ

ほか

## 東京オリンピックとの関係
- 1964年の東京オリンピック開幕2日前の10月8日に聖火が三鷹市から武蔵野市に到着した際には、本競技場で聖火祭を行った[11]。その後聖火は当時の武蔵野市役所の市長室で一晩保管され[12]、翌日には練馬区へ移動した[11]。
- 同年公開の映画『日本一のホラ吹き男』（植木等主演）のロケが本競技場で行われた。この映画の主人公「初等（はじめ・ひとし）」（植木）は三段跳選手で東京オリンピックの候補という設定となっている。
- 2020年東京オリンピックの聖火リレーでセレブレーション会場となった、聖火ランナーは公募により1万人程度が選ばれた。聖火リレーについて、組織委員会はスポンサー企業4社と各都道府県実行委員会が行ったランナー公募に延べ53万5717件の応募があったと発表した[13]。東京都の公募枠は165人で、1万6910人から応募があった、倍率は102倍になった。

## その他
- 2013年に放映されたスーパー戦隊シリーズ『獣電戦隊キョウリュウジャー』では、オープニングの一部が競技場で撮影された[14]。